# Сидонія Богемська
Сидонія Бомська (нім. Sidonie von Böhmen; також: Zdeňka von Podiebrad; чеськ. Zdeňka z Poděbrad; 14 листопада 1449, Подєбрадах — 1 лютого 1510, Тарандт) —  герцогиня Саксонська.

## Біографія

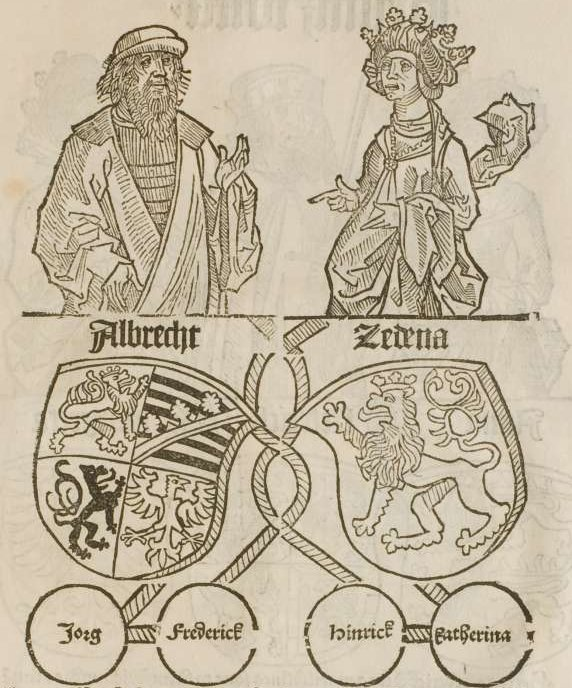
Зображення пари в Саксонській хроніці, 1492 рік

Сидонія, яку також називали Зденка або Зедена, була дочкою чеського короля Їржі з Подєбрад. Її мати Кунгута з Штернберка померла незабаром після народження Сидонії та її сестри-близнючки Катаріни.
11 листопада 1459 року в Хебі був укладений шлюб десятирічної Сидонії з герцогом Альбрехтом, 25 квітня 1459 року там же був підписаний Хебський контракт. Зденка переїхала зі своїм нареченим до Майсена. Завершення шлюбу відбулося 11 травня 1464 року в замку Тарандт.

Брати Ернст і Альбрехт, відомі через їхнє викрадення, жили разом зі своїми дружинами в Дрезденському замку, пізніше в Мейсенському замку. В 1485 році земля була поділена. Альбрехт вів війну проти Нідерландів. Зденка відмовилася йти за ним і переселилася в Альбрехтсбурґ у Майсені, першому європейського палаці, а з 1476 року в свій шлюбний маєток — замок Тарандт. У шлюбі було восьмеро дітей, четверо з яких рано померли. 

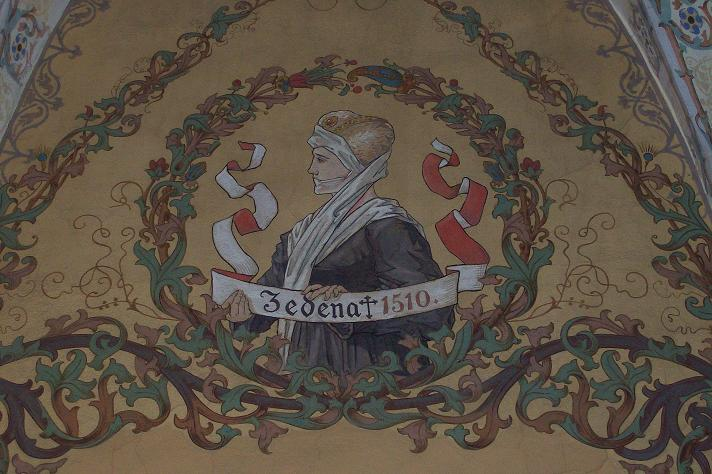
Зображення Сидонії з XIX століття, у Альбрехтсбурзі м. Майсен

У 1495 році Сидонія заснувала церковне свято Спис Лонгина після того, як вона перестала хворіти на сечокам'яну хворобу. Після 1500 року вона ініціювала видання книжок містичок і богословів Мехтільди Магдебурзької (приблизно 1207—1284/92), Гертруди Гельфтської (1256—1301/02) та Мехтільди Гакеборнзької (1241—1298/9) із Гельфтського монастиря. У 1503 році Маркус Вейдський (1450—1516), домініканець з монастиря Павла в Лейпцигу і «народний письменник», опублікував містичний твір «Liber specialis gratiae» Мехтільди Гакеборнзької в друкарні Мельхіора Лоттера в Лейпцигу. У передмові він писав, що герцогиня Зедена прийняла його в Тарандті і що там вони вивчали німецький переклад книги, після чого герцогиня висловила бажання надрукувати таку чудову книгу.

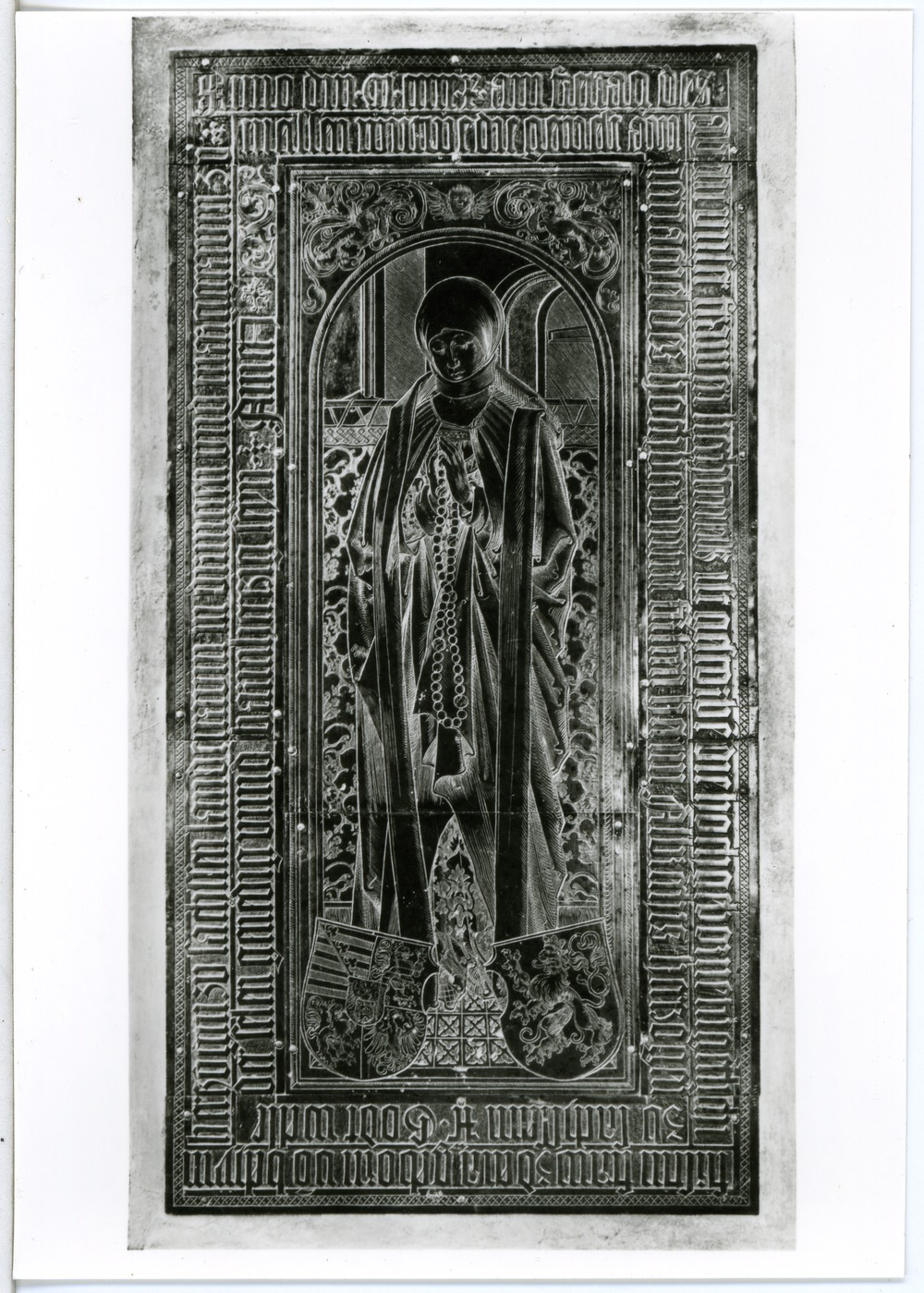
Могильна плита герцогині в князівській каплиці в Майсенському соборі

Збережено близько сотні листів Зденки (відредаговано у 2009 році). В одному з них вона вихваляє книгу містика Йоганнеса Таулера. Овдовівши 12 вересня 1500 року, Зденка переїхала в замок Тарандт, де вона й померла. Її могила знаходиться в Майсенському соборі.
На згадку про їх доброчесне і благочестиве життя у 1870 році Саксонське королівство заснувало орден Сидонія. У Тарандті сьогодні є аптека, названа її іменем. Раніше в Тарандті була вулиця на її честь (тепер Pienner Straße).

## Нащадки
Чоловік — Альбрехт III, герцог Саксонський
Діти:
- Катаріна (24 липня 1468 року)
- Георг (27 серпня 1471 року)
- Генріх Благочесний (16 березня 1473 року)
- Фрідріх (26 жовтня 1473 року).

## Вебпосилання
- Бібліографія. Сидонія Богемська // Німецька національна бібліотека
- Листи та біографія